# Đắk Mil (huyện)
Đắk Mil (đọc là đắc-min) là một huyện biên giới thuộc tỉnh Đắk Nông, Việt Nam.

## Địa lý
Huyện Đắk Mil nằm ở phía bắc tỉnh Đắk Nông, có vị trí địa lý:
- Phía đông giáp huyện Krông Nô
- Phía tây giáp Campuchia
- Phía nam giáp huyện Đắk Song
- Phía bắc giáp huyện Cư Jút.

Huyện Đắk Mil có diện tích 679,02 km², dân số năm 2020 là 100.702 người, mật độ dân số đạt 148 người/km².

## Hành chính
Huyện Đắk Mil có 10 đơn vị hành chính trực thuộc, gồm thị trấn Đắk Mil (huyện lỵ) và 
9 xã: Đắk Gằn, Đắk Lao, Đắk N'Drót, Đắk R'La, Đắk Sắk, Đức Mạnh, Đức Minh, Long Sơn, Thuận An.

## Lịch sử
Dưới thời Việt Nam Cộng hòa, địa bàn huyện Đắk Mil hiện nay thuộc quận Đức Lập, tỉnh Quảng Đức.
Sau năm 1975, khi tỉnh Quảng Đức bị giải thể và địa bàn sáp nhập vào tỉnh Đắk Lắk, thì lúc này, chính quyền chuyển đổi quận Đức Lập thành huyện Đắk Mil, gồm 6 xã: Đắk Gằn, Đắk Lao, Đức Mạnh, Đức Minh, Nam Nung và Thuận An.
Ngày 20 tháng 4 năm 1978, thành lập xã Nam Đà ở vùng kinh tế mới.
Ngày 17 tháng 1 năm 1984, Hội đồng bộ trưởng ban hành Quyết định 13-HĐBT. Theo đó: 
- Chia xã Đức Minh thành 3 xã: Đức Minh, Đắk Sắk và Đắk Môl;
- Chia xã Nam Nung thành 2 xã: Nam Nung và Đắk Rồ.

Ngày 9 tháng 11 năm 1987, tách 3 xã: Đắk Rồ, Nam Đà và Nam Nung để thành lập huyện Krông Nô.
Ngày 19 tháng 9 năm 1989, thành lập thị trấn Đắk Mil và xã Thuận Hạnh.
Ngày 19 tháng 6 năm 1990, Hội đồng Bộ trưởng ban hành Quyết định 227-HĐBT. Theo đó, điều chỉnh 35.100 ha diện tích tự nhiên (toàn bộ là đất lâm nghiệp) của xã Đắk Lao về huyện Cư Jút mới thành lập.
Sau khi điều chỉnh địa giới hành chính, huyện Đắk Mil còn lại 105.600 ha diện tích tự nhiên và 38.000 người với 9 đơn vị hành chính trực thuộc, gồm thị trấn Đắk Mil (huyện lỵ) và 8 xã: Đắk Gằn, Đắk Lao, Đắk Môl, Đắk Sắk, Đức Minh, Đức Mạnh, Thuận An, Thuận Hạnh.
Ngày 24 tháng 3 năm 1998, Chỉnh phủ ban hành Nghị định 18/1998/NĐ-CP. Theo đó: 
- Thành lập xã Đắk Song trên cơ sở 11.745 ha diện tích tự nhiên và 2.936 người của xã Thuận Hạnh;
- Thành lập xã Đắk R'la trên cơ sở 10.204 ha diện tích tự nhiên và 4.143 người của xã Đắk Gằn.

Ngày 21 tháng 6 năm 2001, Chính phủ ban hành Nghị định 30/2001/NĐ-CP. Theo đó, điều chỉnh toàn bộ diện tích và dân số của 3 xã: Đắk Môl, Đắk Song và Thuận Hạnh về huyện Đắk Song mới thành lập.
Sau khi điều chỉnh địa giới hành chính, huyện Đắk Mil còn lại 68.352 ha diện tích tự nhiên và 64.560 người với 8 đơn vị hành chính trực thuộc, gồm thị trấn Đắk Mil và 7 xã: Đắk Gằn, Đắk Lao, Đắk R'la, Đắk Sắk, Đức Mạnh, Đức Minh, Thuận An.
Ngày 26 tháng 11 năm 2003, Quốc hội ban hành Nghị quyết số 22/2003/QH11 về việc chia tách tỉnh Đắk Lắk thành 2 tỉnh: Đắk Lắk và Đắk Nông, huyện Đắk Mil thuộc tỉnh Đắk Nông.
Ngày 6 tháng 6 năm 2005, thành lập xã Đắk N'Drót trên cơ sở 3.320 ha diện tích tự nhiên và 234 người của xã Đức Mạnh, 1.428 ha diện tích tự nhiên và 3.207 người của xã Đắk R'La.
Ngày 22 tháng 11 năm 2006, Chính phủ ban hành Nghị định số 142/2006/NĐ-CP. Theo đó:
- Thành lập xã Long Sơn trên cơ sở điều chỉnh 3.058 ha diện tích tự nhiên và 2.198 người của xã Đắk Sắk;
- Điều chỉnh 229 ha diện tích tự nhiên và 801 nhân khẩu của xã Đức Minh về xã Đắk Sắk quản lý.

Huyện Đắk Mil có 68.270 ha diện tích tự nhiên và 80.683 nhân khẩu với 10 đơn vị hành chính cấp xã, bao gồm thị trấn Đắk Mil và 9 xã: Đắk Sắk, Đức Minh, Long Sơn, Đắk Lao, Đắk R'La, Đức Mạnh, Đắk N'Drót, Đắk Gằn, Thuận An.
Ngày 25 tháng 12 năm 2014, Bộ Xây dựng ban hành Quyết định 1534/QĐ-BXD về việc công nhận thị trấn Đắk Mil là đô thị loại IV.
Ngày 1 tháng 2 năm 2021, điều chỉnh một phần diện tích của xã Đắk R'la về xã Cư Knia, huyện Cư Jút quản lý.